# Esselte Leitz GmbH & Co KG

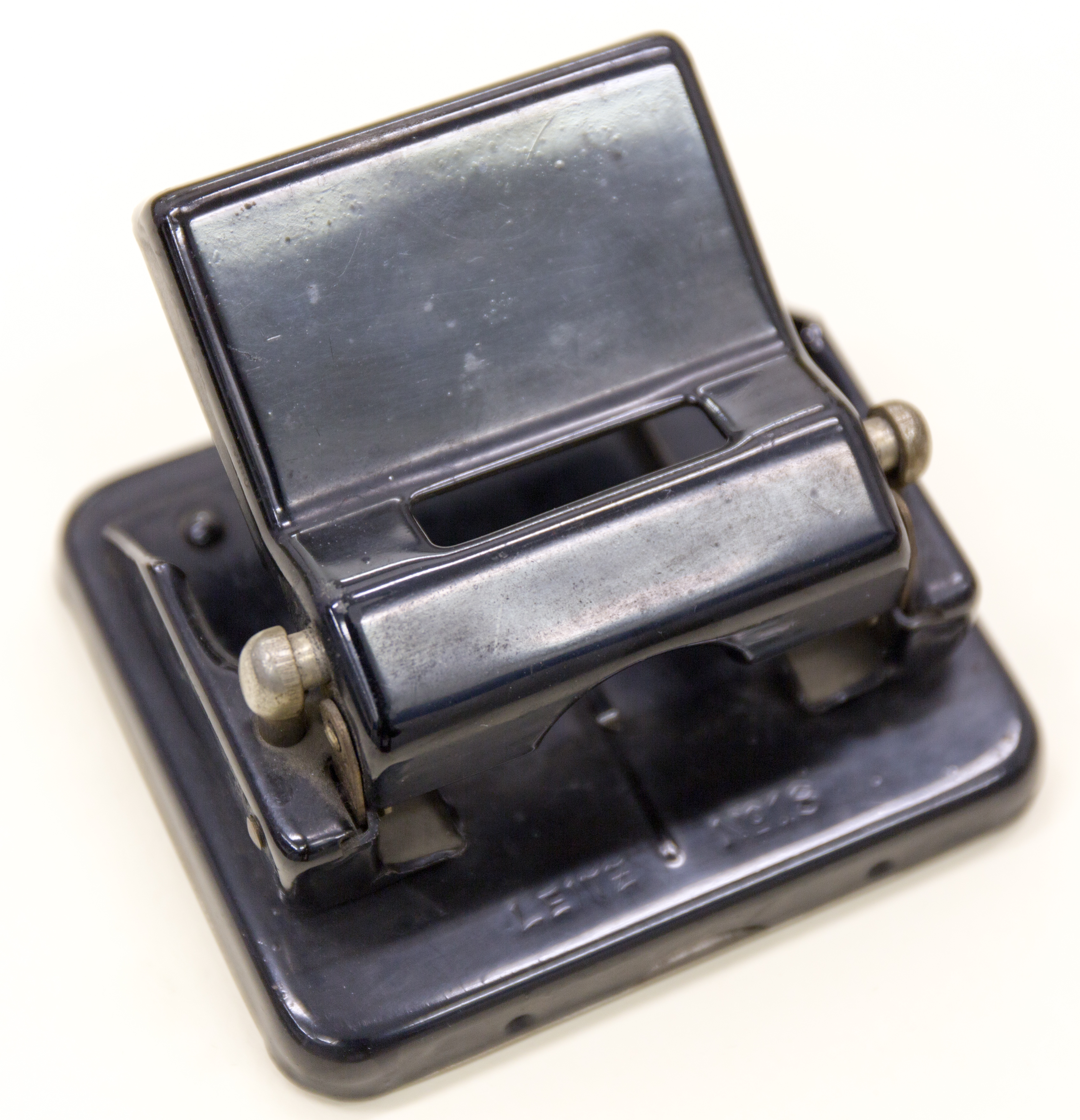
Poinçonneuse Leitz (Museum Europäischer Kulturen de Berlin)

Esselte Leitz GmbH & Co. KG, ou plus simplement Leitz, est un fabricant allemand de produits de bureau. La société, dont le siège est à Stuttgart, appartient à Esselte depuis 1998. Aujourd'hui, la marque Leitz est utilisée par Esselte principalement pour les produits d'archivage et d'espace de travail. 
Leitz a été fondée par Louis Leitz.

## Voir également
- Leitz, entreprise manufacturière allemande indépendante fondée par Albert Leitz en 1876 (www.leitz.org)
- Leica